# Pavilhão da Luz Nº 2
O Pavilhão da Luz Nº 2 é a segunda arena do clube desportivo português Sport Lisboa e Benfica. Possui 1.544 lugares e é usado pelos departamentos de futsal, andebol e voleibol do clube. Este pavilhão só tem duas bancadas (laterais), enquanto o Pavilhão Fidelidade tem quatro.
A principal particularidade deste pavilhão é o ser modular, e indo de encontro ao elevado numero de treinos que ali se realizam, está preparado para, durante os períodos mais intensos de treinos (normalmente a partir das 17h30 ou 19h), permitir a divisão do piso em 2 zonas de treino independentes, sendo que uma delas obrigatoriamente terá de ser de Voleibol